# Cuspidaria elephantina
Cuspidaria elephantina is een tweekleppigensoort uit de familie van de Cuspidariidae. De wetenschappelijke naam van de soort is voor het eerst geldig gepubliceerd in 2000 door Lan.